# Вирки (Малинський район)
Вирки — колишній хутір у Головківській сільській раді Малинського району Житомирської області Української РСР.

## Історія
До 1923 року входив до складу Малинської волості Радомисльського повіту Київської губернії. У 1923 році включений до складу новоутвореної Головківської сільської ради Малинського району Малинської округи. На 17 грудня 1926 року не значився на обліку.
Знятий з обліку у 1939 році.